# 옥천부원군 조원길 묘 및 묘표
옥천부원군 조원길 묘 및 묘표(玉川府院君 趙元吉 墓 및 墓表)는 대한민국 전북특별자치도 순창군 유등면에 있는, 고려 말의 문신 조원길(趙元吉)의 묘와 묘표이다. 2005년 12월 16일 전라북도의 기념물 제124호로 지정되었다.

## 조원길
고려 말의 문신 조원길(趙元吉)은 본관은 옥천(玉川: 순창의 옛 지명), 자는 성중(聖中), 호는 농은(農隱)이다. 1369년(공민왕 18)에 문과에 급제하여 검교, 시중 등 여러 관직을 지냈다. 정몽주·설장수와 함께 공양왕을 왕으로 받든 공으로 1등공신이 되고 옥천부원군에 봉해졌다. 고려가 망한 뒤 조선에 벼슬하지 않고 절의를 지켜 이색 등과 함께 5은(五隱)으로 불렸다.

## 묘 및 묘표
묘는 이건곡마을에 옥천조씨 시조의 설단(設壇)과 함께 있다. 조원길과 옥천군부인 조씨를 함께 장사한 봉토분으로 묘역의 형태와 배치가 고려시대의 능묘와 매우 유사하다. 풍수학에서는 ‘게[蟹]형’ 명당으로 불리고 있다.
묘비는 1391년 조원길 예장 당시 아들 조유가 세운 것으로, 발견 당시 묘 앞 축대 둘레석으로 놓여 있었다. 비석의 규모는 길이 2m, 폭 50cm, 두께 30cm 정도이다. 묘표 윗부분에만 문자가 새겨져 있어 비대석이나 가첨석 없이 비신석만 땅 속에 절반쯤 묻어 세운 것으로 추정된다.
마멸이 심해 비문을 식별하기 어려우나 정밀탁본을 통해 42자의 글씨를 밝혀냈다. 비문 내용은 ‘1391년(홍무 24) 신미 신축삭 삼십일 임오에 전공판서 조원길과 옥천군부인 조씨를 함께 장사한 묘이며, 효자(孝子: 부모의 제사 때 자식을 가리키는 말) 전(前) 부정(副正 : 고려의 관직) 조유(趙瑜) 찬서자’로 되어 있다. 고려시대 묘역과 금석문 연구에 중요한 자료로 평가된다.

## 참고 자료
- 옥천부원군조원길묘및묘표 - 국가유산청 국가유산포털
- 옥천부원군조원길묘 및 묘표[깨진 링크(과거 내용 찾기)] - 순창군 유등면 홈페이지